# Jürgen Habermas

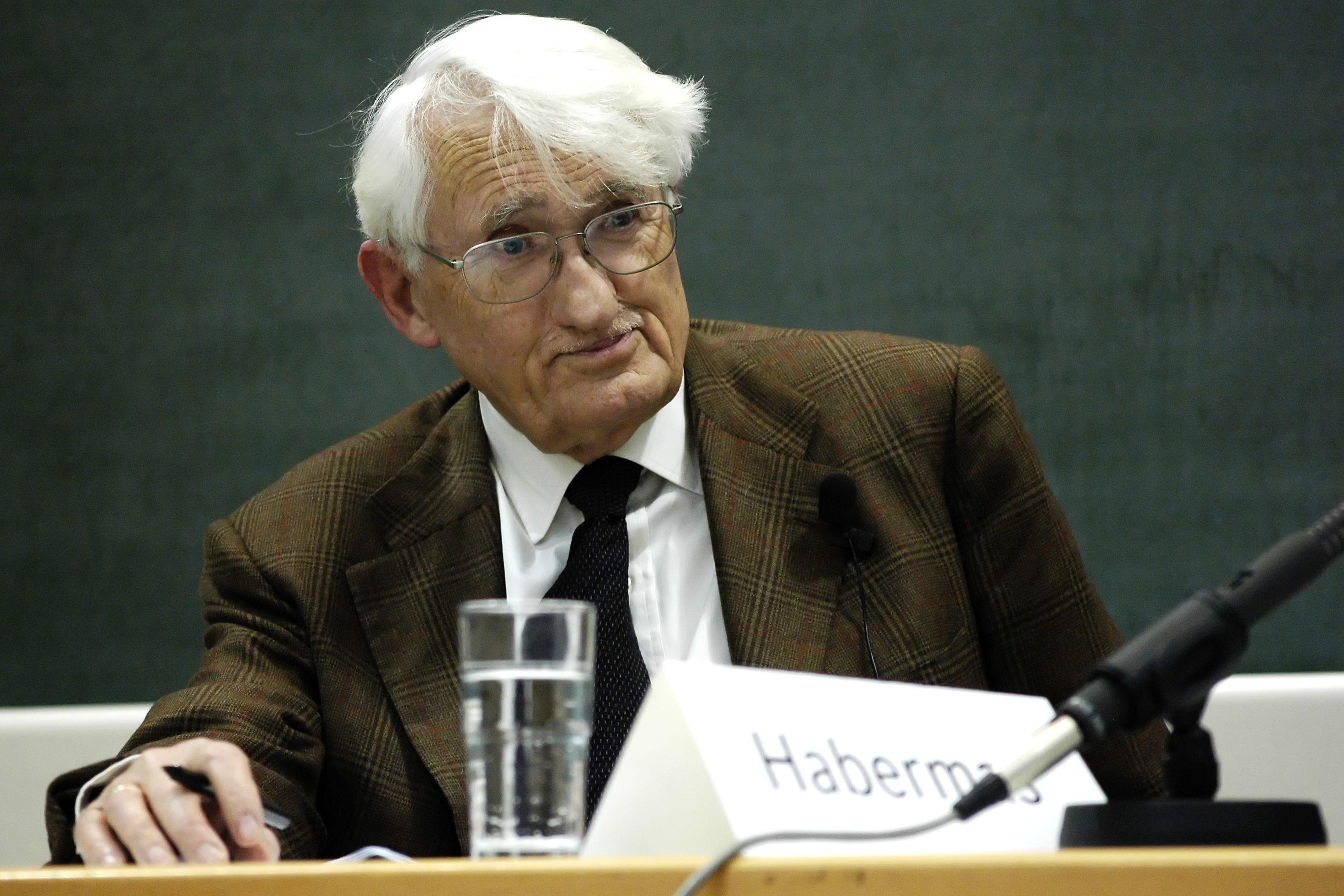

Jürgen Habermas (sinh 18 tháng 6 năm 1929) là một nhà xã hội học và triết học người Đức. Ông nổi tiếng với các đóng góp về lý thuyết phê phán (critical theory) và chủ nghĩa thực dụng (pragmatism). Ông được biết đến với nghiên cứu về khái niệm không gian công (public sphere) trong tác phẩm Sự biến đổi mang tính cấu trúc của không gian công (The Structural Transformation of the Public Sphere). Các tác phẩm của ông tập trung vào cơ sở của lý thuyết xã hội và nhận thức luận, những phân tích về các xã hội tư bản tiên tiến và nền dân chủ, pháp quyền trong phạm vi phát triển văn hóa-xã hội và chính trị đương thời, đặc biệt là chính trị Đức. Hệ thống lý thuyết của Habermas chú trọng vào việc đưa ra khả năng của nguyên nhân, sự giải phóng, và sự giao tiếp lý trí-phê phán ẩn trong những thể chế hiện đại và trong năng lực của con người để giải phóng và theo đuổi những lợi ích lý trí.
Ông đã được trao Giải Hòa bình của ngành kinh doanh sách Đức năm 2001.